# Yüksel Uğurlu
Yüksel Uğurlu (* 1948 in Adana) ist ein türkischer Journalist, Dokumentarfilmer, Kameramann und Autor.

## Leben
1983 war Uğurlu auch als Fernsehschauspieler zu sehen – in einer größeren Rolle in der ZDF-Reihe Das kleine Fernsehspiel. Erste Erfahrungen hinter der Kamera erfuhr er bei Detlev Bucks Erstling Erst die Arbeit und dann? (1984) und als Regieassistent bei dem preisgekrönten Spielfilm 40 qm Deutschland (1986).
An dem 2006 für den Adolf-Grimme-Preis nominierten Dokumentarfilm Tod in Teheran (2005) aus der Reihe die story arbeitete er als Kameramann mit. Ein eigener Film aus derselben Reihe Crazy – A Muslim Woman Steps out of Line (2007), der er zusammen mit Cornelia Uebel machte, erhielt eine Nominierung für den CIVIS-Medienpreis. Zusammen mit Cornelia Uebel machte er zahlreiche weitere Dokumentationen für das WDR-Programm, zum Beispiel ein ausführliches Porträt über den Mediziner Reiner Körfer oder eine Spurensuche zur Yimpaş-Affäre, dem großen Anlagenbetrug an Türken in Deutschland.
Seine Reportage über die Gülen-Bewegung „Die stille Armee des Imam“ in der Sendereihe „Die Story“ wurde am geplanten Ausstrahlungstag, dem 25. Juni 2012 im Programm des WDR überraschend abgesetzt und erst am 15. April 2013 unter dem neuen Titel „Der lange Arm des Imam“ gesendet.